# Statue du Christ-Roi (Lens)
Pour les articles homonymes, voir Statue du Christ-Roi.
La statue du Christ-Roi de Lens en Suisse, est une statue monumentale marquant le XIXe centenaire de la mort du Christ, qui fut inaugurée le 22 septembre 1935 et a été suivie par plus de 4 000 personnes venues de tout le Valais.
Érigée au sommet de la colline du Châtelard (1 271,9 m), elle domine la plaine du Rhône. Elle est le couronnement du travail du chanoine Pierre Gard et a coûté 42 000 francs. Cette statue comporte une chapelle aménagée sous son socle dans laquelle sont peints les 13 écussons des districts valaisans ainsi que les saints : saint Pierre-aux-Liens, saint Bernard de Mont-Joux, saint Maurice d'Agaune et saint Théodule.